# Hibosorídeos
Hibosorídeos (Hybosoridae) é uma família de coleópteros da superfamília Scarabaeoidea.

## Subfamílias
- † Mimaphodiinae Nikolajev, 2007
- Anaidinae Nikolajev, 1996
- Ceratocanthinae Martínez, 1968
- Hybosorinae Erichson, 1847
- Liparochrinae Ocampo, 2006
- Pachyplectrinae Ocampo, 2006